# Antigo pointer espanhol
A antigo pointer espanhol (em castelhano:  Perro de Punta Español), ou antigo cão de aponte espanhol, é uma raça (ou Landrace) de cão extinta originária da Espanha, que acredita-se ser o antepassado de quase todas as raças de cães de aponte.

## História
Escritores romanos do primeiro século, Plínio ou Sallustius, comentaram a existência de cães da Hispânia que eram usados para caçar pássaros com redes. Séculos mais tarde, os conquistadores muçulmanos chegaram à Península Ibérica e trouxeram consigo a técnica da falcoaria.  Esses conquistadores ficaram agradavelmente surpresos ao saber que os pointers espanhóis, treinados por monges, apresentavam comportamentos úteis. O cachorro parava quando encontrava um pássaro e permanecia imóvel até o caçador chegar. Neste ponto, a técnica de caça de falcoaria se juntou ao pointer espanhol como um mecanismo perfeito para localizar e marcar a posição da presa. Desde então, o conjunto de habilidades do cão de aponte se adaptou à tecnologia envolvida na caça.
Em 1644, Alonso Martínez de Espinar descreveu-o como "um animal de ótimo trabalho, e sua respiração e agilidade são tão boas que de manhã à noite correm sem parar; há alguns tão leves que parecem voar acima do solo, e quando o cão é hábil em rastrear estes pássaros várias vezes até ficar imóvel que é quando quer que o siga ".

## Origem
Embora a Espanha seja a origem dos cães de aponte, os britânicos mencionaram com mais frequência o pointer espanhol e trouxeram os cães para a Inglaterra nos séculos XVII e XVIII. Stonehengue, um estudioso cinófilo, escreveu no final do século XIX que o cão foi criado seletivamente para ser mais rápido usando apenas espécimes mais leves e mais rápidos.
David Taylor, um veterinário que dirige uma organização veterinária internacional, afirmou que o pointer espanhol foi introduzido na Grã-Bretanha e cruzou com galgos e foxhounds ingleses, resultando no pointer inglês.
Da mesma forma, na Alemanha do século XVII, o pointer alemão de pelo curto foi o resultado do cruzamento de cães alemães, pointers espanhóis e bloodhounds.
O Pachón Navarro é geralmente visto como a raça de cão que mais se assemelha ao antigo pointer espanhol.

## Últimos registros

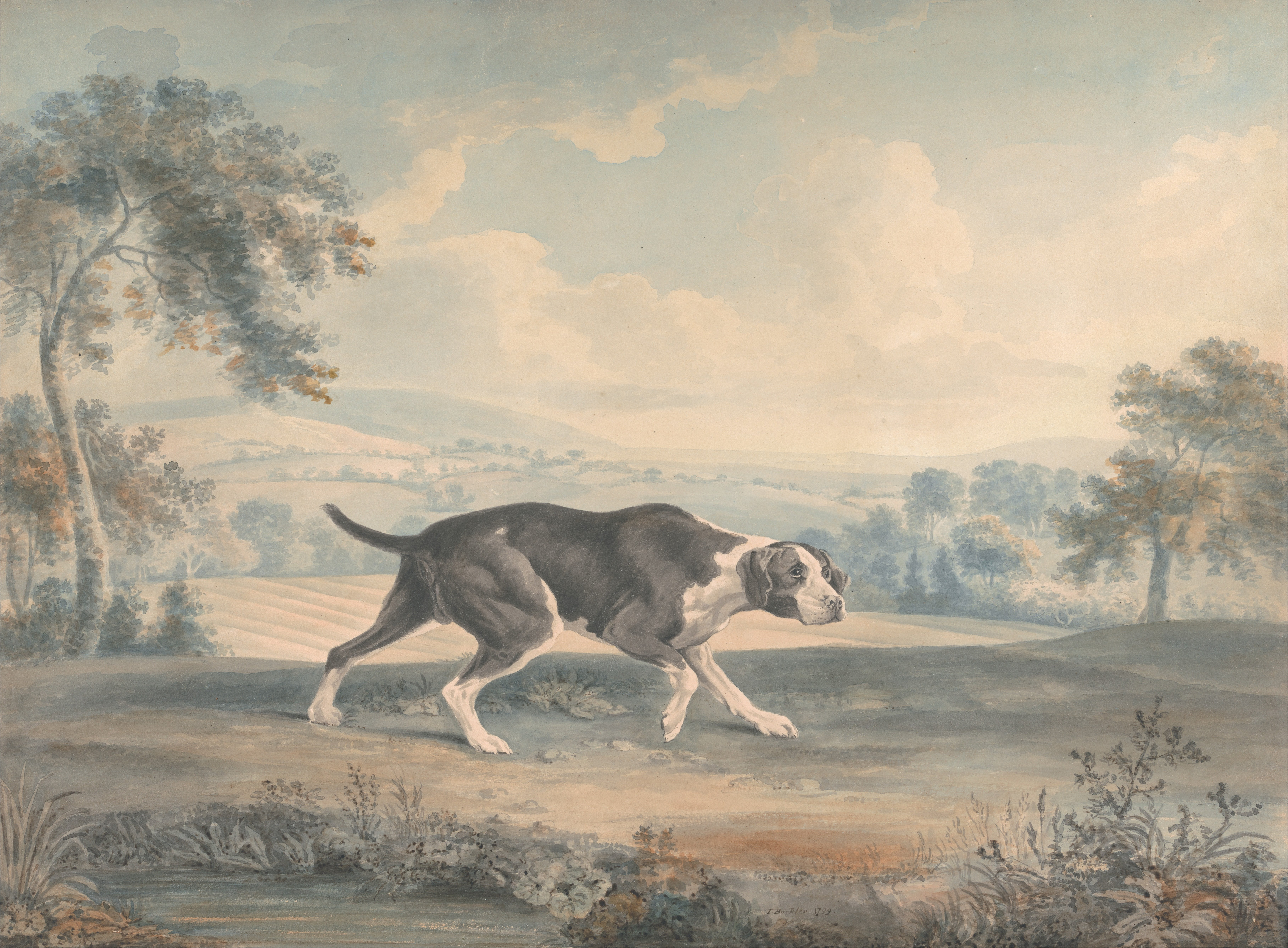
O pointer espanhol por John Buckler (c. 1799). Atualmente, esta pintura está no Centro de Arte Britânica de Yale, em Connecticut, nos EUA.

A mais antiga pintura registrada do pointer espanhol na Inglaterra é uma pintura de Peter Tillemans, feita em 1725.
Histórias relatam que durante a Guerra Civil Espanhola, um comerciante Português levou um pointer espanhol da Espanha e dotou-o ao Barão Bichel de Norfolk.
Alguns acreditam que o pointer espanhol não se extinguiu mas apenas mudou de nome e agora é o perdiguero de burgos.

## Criação britânica
Segundo Williams, os britânicos acharam no cão alguns defeitos:
"Eles chegaram à conclusão de que esta raça devia ser remodelada. Os ingleses queriam mais velocidade, mais temperamento e resistência suficiente para suportar uma caçada de um dia inteiro e também para condicionar o cão a trabalhar tanto em terrenos planos como em terrenos difíceis e manter a vontade de caçar e energia para cada dia. No geral foi apenas para preservar a sua capacidade de faro. Para conseguir isso, eles foram cruzados com várias raças, especialmente com as raças foxhound foram feitas inúmeras tentativas. Cuidadosamente, selecionaram indivíduos para continuar a reprodução. Desapareceu a cabeça pesada com as orelhas grandes e ficou agora tendo uma cabeça fina, mais baixa com orelhas menores. Expressivo e sempre um tom escuro de olhos e o nariz mais quadrado e reto com grandes narinas abertas e escuras. Tem uma cabeça nobre e o peito largo do antigo pointer espanhol, porém mais estreito e mais profundo.  Alguns que deixaram os pulmões mais livres e, portanto, com mais capacidade.  As costelas do cão antigo eram mais arredondadas e agora menos curvadas davam mais liberdade aos músculos."